# La Boutique du barbier Shuffleton
La Boutique du barbier Shuffleton (en anglais Shuffleton's Barbershop) est une peinture à l'huile sur toile du peintre américain Norman Rockwell. Elle servit d’illustration pour la couverture du Saturday Evening Post du 29 avril 1950. Le tableau fait aujourd’hui partie des collections du Lucas Museum of Narrative Art en Californie. L'historienne de l'art Karal Ann Marling affirme beaucoup de critiques considèrent en général Shuffleton’s Barbershop comme le chef-d’œuvre de Rockwell.
L'illustration de la couverture du Saturday Evening Post mesure 117,5 × 109 cm. On ne conserve qu'un seul croquis préparatoire réalisé par Rockwell pour cette œuvre.

## Contexte et histoire de l'œuvre
Norman Rockwell représente le salon de coiffure de sa ville natale, que lui et sa famille ont fréquenté alors qu’ils vivaient à Arlington, dans le Vermont. Cette peinture est la 263e sur un total de 322 œuvres publiées sur la couverture du Saturday Evening Post. La collaboration de Rockwell avec le Post s’est étendue sur près de cinquante ans entre 1916 et 1963.
Le Salon de coiffure de Shuffleton faisait partie de la collection du Berkshire Art Museum situé dans le Massachusetts. L’œuvre a été acquise par le cinéaste américain George Lucas, réalisateur de La Guerre des étoiles et important collectionneur d'œuvres d'illustrateurs américains : ce dernier possède déjà 147 œuvres de Rockwell. Elle a été prêtée au musée Norman Rockwell de Stockbridge, dans le Massachusetts dans les années 2010-2020.

## Description

### Décor
La Boutique du barbier Shuffleton représente l'intérieur intime et baigné de lumière poétique d'un salon de coiffure. La boutique occupe la plus grande partie du tableau, elle se trouve dans la pénombre. Elle n'accueille pas de clients, nous sommes après la fermeture. Le seul public de ce concert improvisé est un chat noir. La scène semble entrevue par le spectateur, qui, positionné dans la rue à l’extérieur de la boutique et donc hors-champ, regarde à travers la vitre, sans pouvoir entendre la musique jouée. La vitrine fissurée porte le nom du propriétaire de la boutique, ainsi que la signature de Rockwell. Le verre occupe tout le tableau et se confond avec lui. La vitrine est partagée en deux parties qui délimitent l’espace intérieur de la boutique : le carreau de gauche donne sur le mur latéral et la fenêtre sur cour, tandis que celui de droite s'ouvre sur la porte du fond, par laquelle on aperçoit une autre fenêtre et une autre porte. Le découpage est ainsi habilement unifié, comme une série de niches ou de miroirs se reflétant l’un dans l’autre à l’infini.  
Des magazines et des bandes dessinées sont placées près du présentoir. On remarque aussi une affiche datant de la Seconde Guerre mondiale qui permet de situer la scène dans le temps : elle représente un drapeau américain déchiré qui flotte sur le site de Pearl Harbor qui vient d'être attaqué par l'armée japonaise (1941). L'œuvre montre une accumulation d'objets ordinaires de la vie quotidienne qui sont dessinés avec minutie : on peut distinguer, entre autres choses, un bassin, du matériel de pêche, un fusil, une lampe à col de cygne, des bottes d’homme reposant près d’un poêle en fonte aux foyer incandescent. Les lames du parquet ainsi que la lumière oriente le regard du spectateur vers l'arrière-boutique.  
Les couleurs sont plutôt froides, excepté pour le charbon incandescent dans le poêle, le rouge du drapeau américain, et les bandes dessinées au premier plan.  

### Personnages dans l'arrière-boutique
Les trois hommes qui jouent dans l'arrière-boutique sont âgés, leurs cheveux sont blancs. Le propriétaire de la boutique, Rob Shuffleton, est le personnage qui joue du violoncelle de dos, bien qu’il fût un sportif plutôt qu’un musicien dans la vraie vie. German A. Warner, le commis d’épicerie à Arlington, joue de la clarinette. Bernard L. Twitchell est un employé aux chemins de fer : il joue du violon.
On retrouve les mêmes protagonistes (barbier, employés, clients, tous musiciens) dans le Barber Shop Quartet, un autre tableau de Rockwell.

## Influences et critiques
Outre Pyle et Leyendecker, Norman Rockwell fut influencé par des maîtres de l'art occidental : Vermeer, Frans Hals, Chardin, pour leurs scènes d'intérieurs, ainsi que les peintres Meissonier et Gérôme pour le travail sur les détails minutieux. On trouve aussi des réminiscences de Winslow Homer dans ses illustrations de Tom Sawyer. Les illustrateurs anglais de l'époque victorienne ont eu aussi une grande influence, tels ceux des ouvrages de Charles Dickens ou de Lewis Carroll, Hablot Knight Browne, Arthur Rackham et John Tenniel. À son tour, Norman Rockwell influencera nombre d'illustrateurs ; il exerce une grande influence sur l'hyperréalisme. Le style de Norman Rockwell a été qualifié de storyteller (narratif). Comme illustrateur, il faisait en sorte que ses œuvres soient en parfaite correspondance avec les textes qu'il illustrait (c'est le cas de Tom Sawyer). Pour ses couvertures de magazines, chaque détail avait un rôle dans la narration de la scène. Son travail a évolué d'un naturalisme hérité du XIXe siècle à une peinture plus précise dans sa période la plus prolifique. 

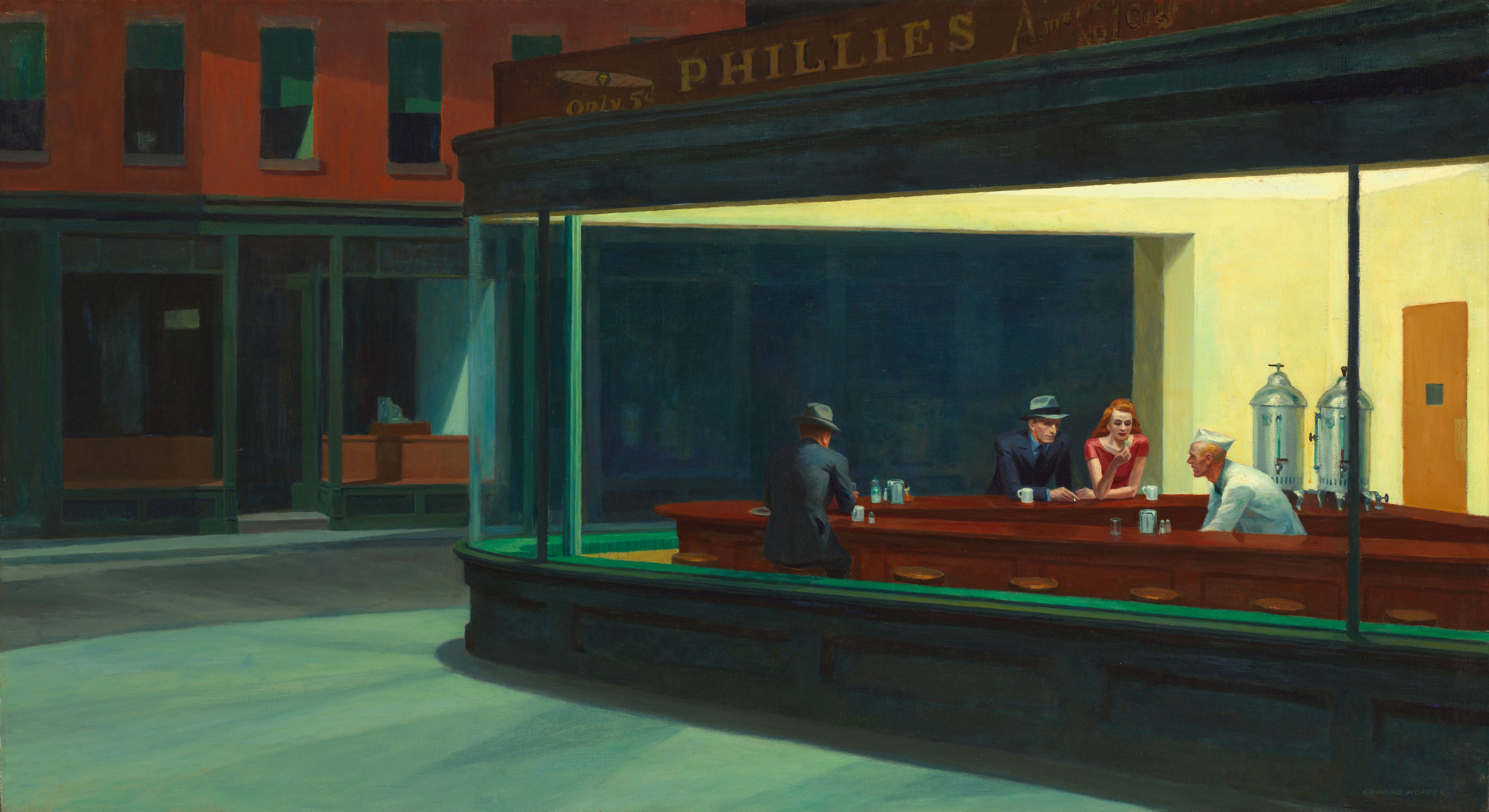
Edward Hopper, Nighthawks, 1942, Art Institute of Chicago.

Le Salon de coiffure Shuffleton s'inscrit dans l'héritage de l'âge d'or de la peinture néerlandaise au XVIIe siècle. En effet, l'œuvre se situe dans le prolongement de la tradition réaliste et représente une scène de genre. Le tableau de Rockwell fournit des renseignements sur la vie quotidienne et le travail d'un barbier aux États-Unis dans les années 1950.  
Le Salon de coiffure Shuffleton reflète l’influence des traditions européennes sur l’illustration américaine. Ainsi la structuration très marquée du tableau de Rockwell n'est pas sans rappeler celle de Diego Velasquez dans Les Ménines. Le jeu des ouvertures n'est pas sans évoquer des tableaux du Hollandais Pieter de Hooch comme les Joueurs de cartes dans une pièce ensoleillée (1658).
Le tableau de Rockwell, pour l'intérieur du salon surtout, peut aussi être relié au genre de la nature morte : ce genre artistique, principalement pictural représente des éléments inanimés (aliments, gibiers, fruits, fleurs, objets divers...) organisés d'une certaine manière dans le cadre défini par l'artiste. Pour La boutique du barbier Shuffleton, il frappant de constater la multiplication des objets et leur représentation détaillée et précise, comme dans les tableaux de William Michael Harnett (1848 - 1892), un peintre irlando-américain connu pour ses natures mortes en trompe-l'œil d’objets ordinaires.
La Boutique du barbier Shuffleton peut aussi être mise en relation avec le tableau d'Edward Hopper, réalisé huit ans plus tôt, Nighthawks : ce dernier représente une vitrine d'un commerce la nuit. Ils s'inscrivent tous les deux dans le courant du réalisme américain. Mais le tableau de Rockwell est plus chaleureux, joyeux et minutieux dans sa réalisation, il accumule plus de détails. Dans Nighthawks, la scène est plus inquiétante et les personnages n'interagissent pas, ils semblent seuls et plongés dans leurs pensées.
Rockwell est parfois qualifié d'exemple-type de « l'artiste américain sans grande portée intellectuelle  ». Il est considéré comme un illustrateur plutôt que comme un véritable artiste peintre : malgré une technique très classique, son travail est destiné à la reproduction de masse et vise à transmettre un message collectif à un large public, à travers un style narratif détaillé. L'immense majorité des œuvres de Rockwell est d'ailleurs vue sous forme de reproductions, et bien peu de ses contemporains ont l'occasion de voir son travail original. D'autre part, le style qu'affectionne Rockwell — une vision réaliste, dite « régionaliste » de la vie dans les petites villes reculées de la Nouvelle-Angleterre — est parfois perçu en décalage avec la mode de l'art abstrait au XXe siècle. Le critique d'art du New York Times John Canaday qualifie Rockwell de « Rembrandt de Trifouillis-les-Oies » pour critiquer son rejet des vices et travers de la vie urbaine. D'autres critiques estiment que sa vision sentimentale et nostalgique ne correspond pas aux rudes réalités de la vie américaine : pour parvenir à cette image saine, satisfaite et heureuse, il ne retient que les bons aspects et laisse de côté la misère et les difficultés sociales qui existent aussi dans le pays.
D'autres artistes ont représenté des barbiers : 

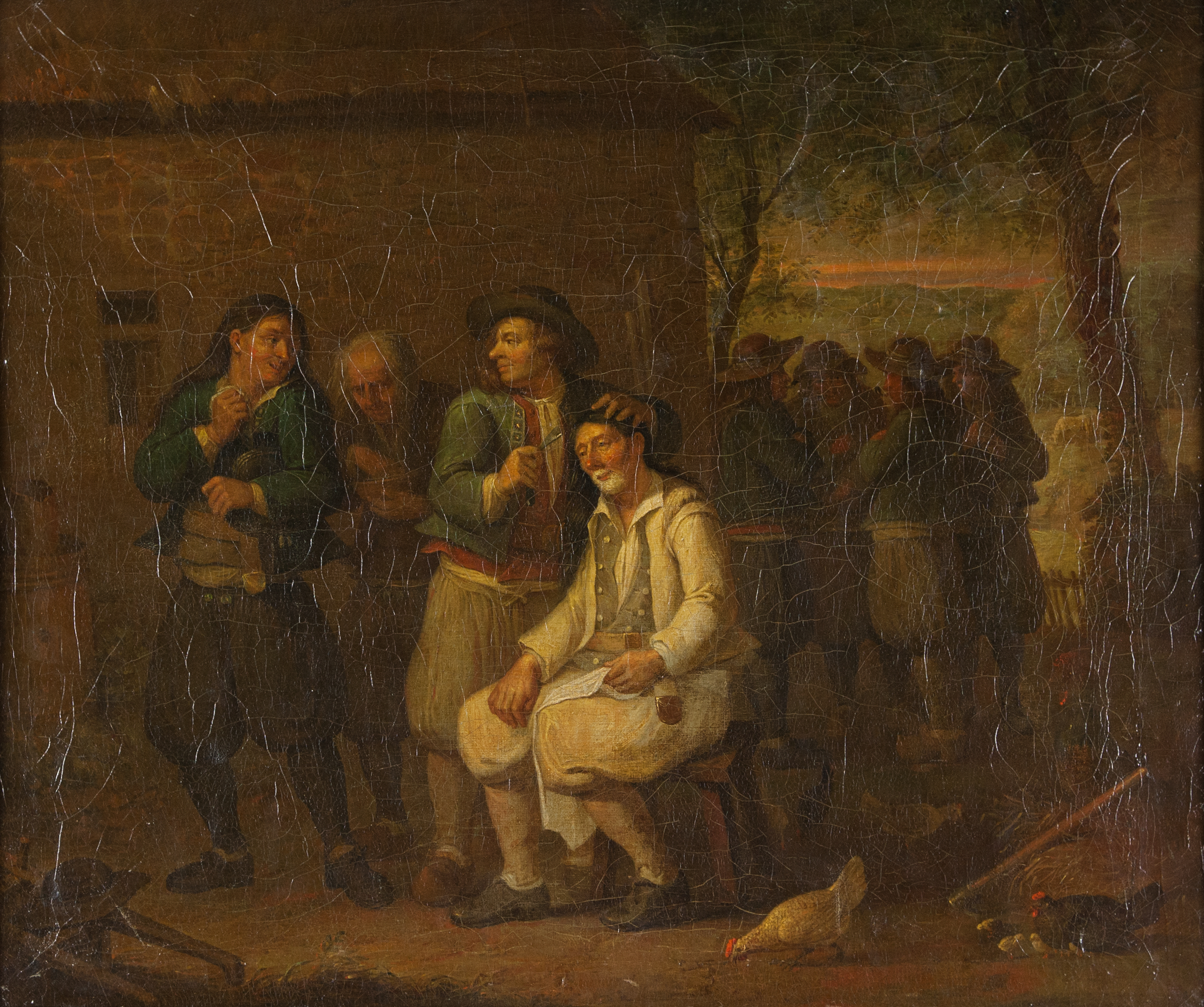
Olivier Perrin : Le Barbier de village (Musée d'Art et d'Histoire de Saint-Brieuc).
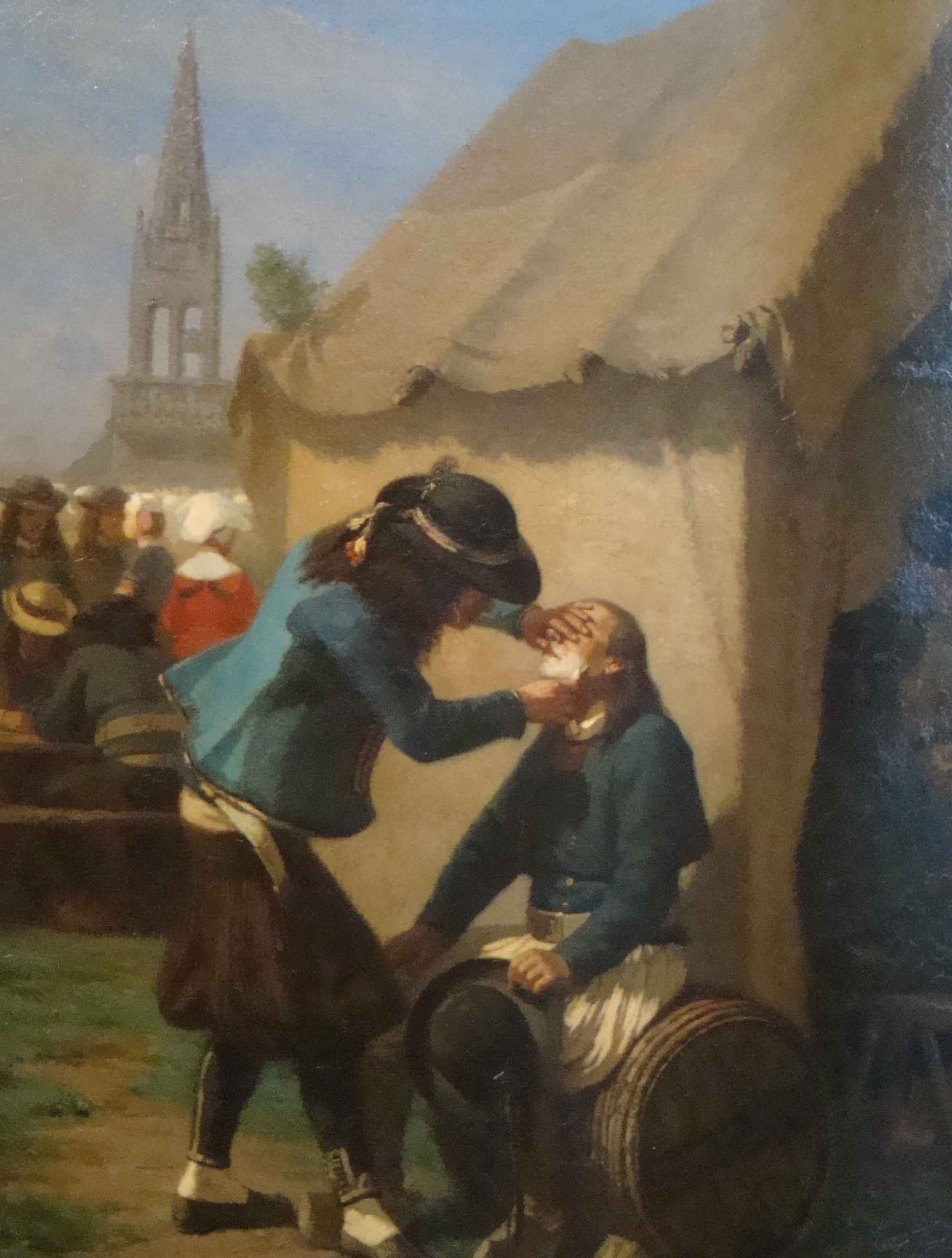
Le Barbier breton (1868, détail).